# Гексанол
Гексанол (1-гексанол, гексиловый спирт) — органическое соединение, относящееся к спиртам. Представляет собой бесцветную горючую жидкость.

## Физические свойства
Бесцветная жидкость с приятным запахом. Слабо растворим в воде, хорошо растворим в этаноле и диэтиловом эфире.

## Изомеры
Существует два изомера с прямой цепью.

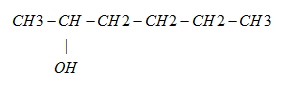
2-гексанол

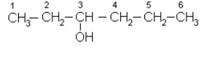
3-гексанол

## Получение
Промышленный способ получения 1-гексанол, реакция между этиленом и триэтилалюминием с последующим окислением и гидротацией продукта реакции.
Al(C2H5)3 + 6C2H4 → Al(C6H13)3
Al(C6H13)3 +1 1⁄2O2 + 3H2O → 3C6H13OH + Al(OH)3↓

## Химические свойства
Гексанол как спирт вступает в реакции этерификации, межмолекулярной дегидратации (получение простых эфиров), окисление спирта приводит к получению гексаналя или гексановой кислоты.
Взаимодействует с щелочными металлами:
Получение галогеналкана из спирта:

## Нахождение в природе
Является одним из компонентов, отвечающих за аромат клубники.
Присутствует в сигнальном феромоне медоносных пчел.

## Применение
Спирт используется:
- в производстве антисептиков
- в производстве ароматизаторов и духов[2]
- в смазочных материалах
- как растворитель в производстве пластификаторов[3]